# 神奈川医療少年院

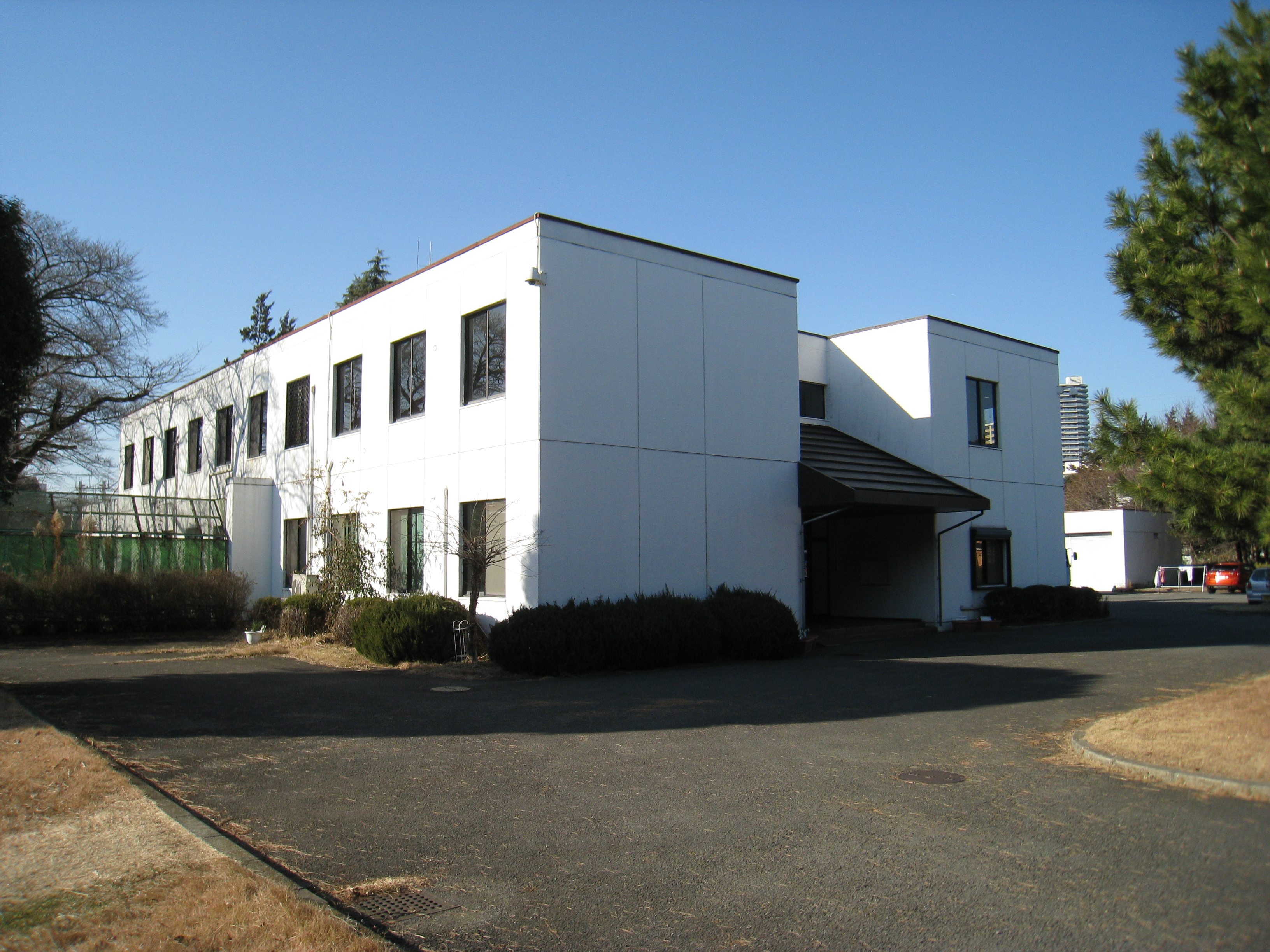
神奈川医療少年院

神奈川医療少年院（かながわいりょうしょうねんいん）は、神奈川県相模原市中央区で2019年3月まで運用されていた少年院。少年院種別としては第一種、第二種であって第三種少年院（旧称・医療少年院）ではない。医療法上の診療所に該当し、情緒未成熟等により非社会的な形での社会的不適応が著しいということで専門的な治療教育を必要とする者などを対象として行う特殊教育課程を設置していた。
2019年（平成31年）4月に八王子市の八王子医療刑務所・八王子少年鑑別所・府中市の関東医療少年院と共に東京都昭島市の国際法務総合センター として、統合移転し閉所した。なお跡地も第1種少年院として2026年度の完成を目指す。

## 概要
神奈川医療少年院では、
1. 知的障害者およびそれに準じた処遇を必要とする者
2. 情緒的未成熟などにより社会不適応が著しい者を収容し、それぞれに必要な治療的な教育を行い、社会復帰を図る事

を目的としている。

## 沿革
- 1947年（昭和22年）
  - 5月 - 東京少年院設置決定
  - 7月 - 日本初の医療少年院として、東京都渋谷区に東京少年院開庁
- 1951年（昭和26年）4月 - 東京医療少年院と改称
- 1953年（昭和28年）4月 - 現所在地に神奈川少年院開庁
- 1978年（昭和53年）
  - 3月 - 神奈川少年院廃庁
  - 4月 - 法務省設置法の一部改正により神奈川医療少年院となり、神奈川少年院跡に移転
- 1979年（昭和54年）
  - 2月 - 新庁舎建立
  - 同年3月 - 新庁舎における業務開始
- 2019年（平成31年） - 国際法務総合センターに移転閉所。

## 施設データ
- 所在地 - 神奈川県相模原市中央区小山四丁目4番5号
- アクセス - JR相模線南橋本駅から徒歩でおよそ5分